# 육탄당
육탄당(六炭糖, 영어: hexose) 또는 헥소스는 6개의 탄소 원자가 포함된 단당류이며, 화학식은 C6H12O6이다. 육탄당은 작용기에 의해 분류되며, 알도헥소스는 1번 탄소 자리에 알데하이드를 가지고, 케토헥소스는 2번 탄소 자리에 케톤을 가진다.

## 알도헥소스
알도헥소스는 4개의 키랄 중심을 가지므로 16(24)가지의 입체이성질체를 만들 수 있다. D/L 입체배열은 5번 탄소 자리의 하이드록시기의 방향에 기초하고, 광학 활성의 방향에는 관련시키지 않는다. 8가지 D-알도헥소스는 다음과 같다.

알로스
알트로스
글루코스
만노스
굴로스
이도스
갈락토스
탈로스

이들 D-이성질체 중에서 D-알트로스를 제외한 나머지는 자연계에서 생성된다. L-알트로스는 세균 Butyrivibrio fibrisolvens로부터 분리되었다.

### 고리형 헤미아세탈
알도헥소스는 고리형의 헤미아세탈을 형성한다. 아래 그림은 D-글루코스와 D-만노스의 헤미아세탈 형태를 보여준다.
사슬형에서의 탄소 번호는 헤미아세탈 형태에서의 탄소 번호와 동일하다. 사슬형에선 대칭 탄소였던 1번 탄소가 헤미아세탈을 형성하면서 고리형에선 비대칭 탄소가 된다. 비대칭 탄소가 하나 더 늘어나면서 글루코스와 만노스(다른 알도헥소스도 마찬가지)는 2개의 고리형(α와 β 아노머)을 갖게 된다. 수용액에서 고리형과 사슬형은 서로 평형을 이룬다. 그러나 사슬형은 결정화되진 않는다. 따라서 두 고리형은 결정화될 때 서로 분리될 수 있다. 예를 들어 D-글루코스는 +112°의 비선광도 및 146 °C의 녹는점을 갖는 알파 결정 뿐만 아니라 +19°의 비선광도와 150 °C의 녹는점을 갖는 베타 결정을 형성한다.

## 케토헥소스
케토헥소스는 3개의 키랄 중심을 가지며 8(23)개의 입체이성질체를 형성할 수 있다. 이 중 4개의 D-이성질체만 자연적으로 생성되는 것으로 알려져 있다.

프시코스
프럭토스
소르보스
타가토스

자연적으로 생성되는 육탄당만이 효모에 의해 발효될 수 있다.

## 변광회전(mutarotation)
탄수화물의 알데하이드 및 케톤 작용기는 인접한 하이드록시기와 반응하여 같은 분자 내에서 헤미아세탈과 헤미케탈을 각각 형성한다. 그 결과 생기는 고리구조는 피란과 관련있으며 피라노스라고 불린다. 고리는 자발적으로 개폐되며 카보닐기와 인접한 탄소 원자 사이의 결합에 대해 회전이 일어나도록하여 두 개의 구분되는 입체배열(α와 β)이 만들어진다. 이러한 과정을 변광회전이라고 한다. 육탄당은 탈수축합반응으로 1,6-글리코사이드 결합을 형성한 이당류를 만들 수 있다.

## 같이 보기
- 삼탄당
- 사탄당
- 오탄당
- 칠탄당
- 팔탄당